# Житловий будинок на Котельницькій набережній
Житловий будинок на Котельницькій набережній в Москві — одна із «сталінських висоток», побудована у гирлі Яузи в 1938—1952. Автори проекту — Дмитро Чечулін, А. К. Ростковський, інженер Л. М. Гохман. Курував будівництво — зокрема, наполіг на виборі майданчика для будівництва будинку — Лаврентій Берія.
Будинок, який замикає перспективу від Кремля до гирла Яузи, будувався у 1938—1940, 1948—1952 рр. Центральний об'єм налічує 26 поверхів (32 разом із технічними поверхами) і має висоту 176 м. У висотці розташовані 540 квартир, з них 336 двокімнатних, 173 трикімнатних, 18 чотирикімнатної і 13 однокімнатних квартир. До нього примикає «старий», 9-поверховий житловий корпус, що виходить на Москву-ріку, спроектований тими ж авторами в 1938 р. і завершений в 1940 р. Загалом у будівлі розташовані 700 квартир, магазини, поштове відділення, кінотеатр «Ілюзіон» (базовий кінотеатр Держфільмофонду; виходить на Великий Ватин провулок), музей-квартира Г. С. Уланової.

## Український прапор
Уранці 20 серпня 2014 о 7:15 на шпилі цієї висотки перехожі помітили український прапор. О 10:05 того ж дня завершилася операція зі зняття прапора. Український прапор провисів там близько трьох годин. Mustang Wanted, який заявив про цей захід у соцмережах, також пофарбував половину зірки, що вінчає шпиль висотки, у блакитний колір.

## Примітки

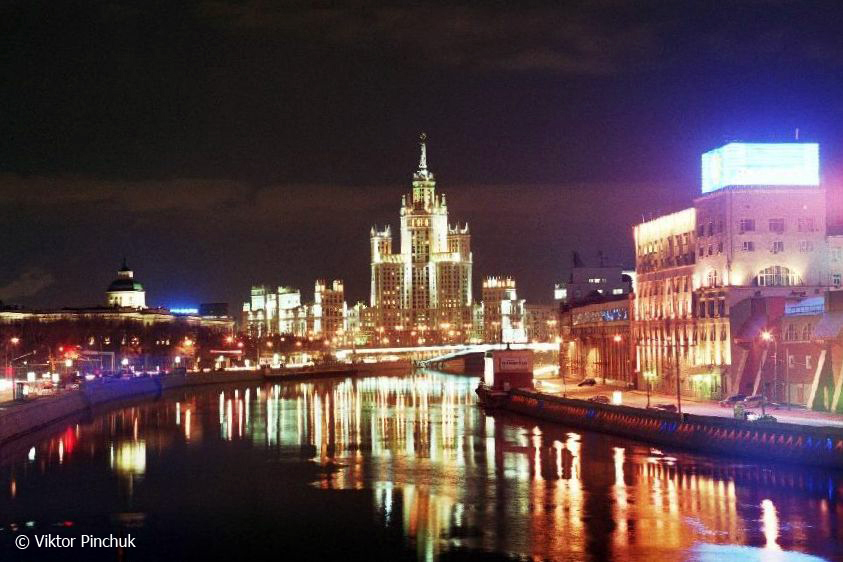
Нічний вигляд